# Heinrich von Meibom (General)
Heinrich Friedrich von Meibom (* 26. Dezember 1784 in Thune; † 8. April 1874 in Kassel) war ein kurhessischer Generalmajor.

## Leben
Er war der Sohn des gleichnamigen mecklenburgischen Hofkammerrates Heinrich von Meibom (1753–1810) und dessen Ehefrau Elisabeth, geborene Schaller (1763–1847).
Meibom schlug eine Offizierslaufbahn in der Kurhessischen Armee ein, nahm an den Befreiungskriegen teil und wurde als Major im Regiment Kurprinz am 14. Februar 1816 mit dem Orden vom Eisernen Helm ausgezeichnet. Später leitete er die Abteilung für die allgemeinen Armee-Angelegenheiten im Kriegsministerium in Kassel, erhielt am 20. Oktober 1836 das Kommandeurkreuz II. Klasse des Hausordens vom Goldenen Löwen und wurde im Jahr darauf Kommandeur des Kadetten-Korps. In dieser Eigenschaft stieg Meibom zum Generalmajor auf und trat 1847 in den Ruhestand.
Aus seiner am 30. Juli 1813 in Marburg geschlossenen Ehe mit Susette Ries (1786–1862) ging der Sohn Viktor (1821–1892) und die Tochter Luise (* 1823) hervor.